# اوله ولاسوف
اوله ولاسوف (اوکراینی: Олег Олександрович Власов؛ زادهٔ ۲۵ اکتبر ۲۰۰۲) بازیکن فوتبال اهل اوکراین است.